# Bokros Júlia
Bokros Júlia (Budapest, 1931. szeptember 24. –) magyar keramikus. Domborműveit, szobrait, edényeit és falburkolatait az egykori Zsolnay-féle módszer eozinmázas technikájának egyéni változatával készíti. A Veszprémi Művész Céh alapító tagja.

### Életpályája
Férje Bokros László festőművész, akivel 1957-től 1989-ig a Szolnoki művésztelepen élt. Innen 1989-ben Szigligetre költöztek. A Veszprémi Művész Céh alapítói. Férje biztatására kezdett el kerámiával foglalkozni 1966-ban. Kitanulta a korongozást, de a mesterséget maga sajátította el. Bokros László az egykori leírásokból rekonstruálta és tanította meg feleségének az akkorra a feledés homályába merült egykori Zsolnay-féle eozinmázas technikát, melyet az államosított gyár már jó ideje nem használt. Férjétől függetlenül, önállóan alkotott. 1977-ben kapott saját műtermet a Szolnoki művésztelepen. 
Bokros Júlia művészete több korszakra oszlik. Dolgozott engób-technikával, figurális elemek – a meseillusztrációk kivételével – kizárólag e művein tűnnek fel. Első saját stíluskorszaka bütykös munkáihoz kapcsolódik. Olykor használta a kor bevett forma- és mázvilágát, ritkán a repesztéses technikát is, de idővel szinte kizárólag a lüszteres (eozinos) mázzal vonta be munkáit. Alkotásai váza|vázák, reliefek, kisplasztikák, valamint csészék és egyéb használati tárgyak. Noha nem szerzett művészi diplomát, a kor vezető keramikusaival együtt állított ki és szerzett elismerést. Főleg fali kerámialapjai kiemelkedő grafikai képességről tesznek tanúbizonyságot. Amikor az absztrakt nem volt támogatott, bátran használt művein, elsősorban reliefjein, elvont formákat. Reliefjeit mindig ösztönszerűen, a pillanat ihletése alatt létrehozott rajz és a többféle színárnyalat játéka teszi különösen érdekessé. Nagyobb reliefjeit a kemence adta korlátok áthidalása céljából több részből állította össze.    
Noha az általa használt lüszter-technika az egykori Zsolnay-féle módszeren alapult, művei teljesen eltérnek a Zsolnayktól a modernebb, kevésbé vagy egyáltalán nem szecessziós formaadás, valamint a más színhasználat terén. Zöld színei világosak és áttetszőek, s művei közül kiemelkednek a különböző árnyalatú mély kék alkotások.  
Faenzában két kitüntetést kapott, Veszprém vármegye Pro Comitate díjjal tüntette ki.

### Önálló kiállításai
- 1966 Magyar Nemzeti Galéria
- 1970 Művelődési Ház, Szolnok
- 1973 Művelődési Ház, Kisújszállás
- 1974 Arany János Múzeum, Nagykőrös
- 1978 Művelődési Ház, Kecskemét
- 1979 Művelődési Ház, Szolnok
- 1980 Művelődési Ház, Szolnok
- 1983 Művelődési Ház, Törökszentmiklós
- 1987 Képcsarnok, Szolnok
- 1988 Képcsarnok, Kecskemét
- 1990 Művelődési Ház, Balatonalmádi
- 1990 Művelődési Ház, Sümeg
- 1993 Művelődési Ház, Keszthely
- 1995 Művelődési Ház, Keszthely
- 1995 Várgaléria, Szigliget
- 1996 Wunsiedel, Németország (férjével közösen)
- 1997 Várgaléria, Szigliget
- 2002 Felsőpáhok
- 2003 Várgaléria, Szigliget
- 2003 Musée de Carouge, Genf (Svájc)
- 2003 Kolping Hotel, Alsópáhok
- 2004 Keszthely
- 2006 Monostorapáti
- 2006 Várgaléria, Szigliget
- 2021 Várgaléria, Veszprém (a művész 90. születésnapja alkalmából)

### Csoportos kiállítások
- 1979 Kerámia Biennálé, Faenza
- 1980 Kerámia Biennálé, Faenza
- 1986 IX. Országos Kerámia Biennálé, Pécs
- 1988 X. Országos Kerámia Biennálé, Pécs
- 1992 Veszprém Megyei Iparművészek Kiállítása, Tihany
- 1993 Városháza, Balatonalmádi
- 1998 Batsányi Művelődési Ház, Tapolca

### Köztéri munkái
- Szolnok, Ságvári utcai óvoda
- Tiszafüred, Autóbusz-állomás
- Szolnok, Ifjúsági Klub
- Szolnok, irodalmi Kávéház
- Kisújszállás, Vadrózsa Étterem
- Szolnok, Technika Háza (Szökőkút)
- Győr, Duna Bank
- Szeged, Kórház